# Calamoceras marsupus
Calamoceras marsupus är en nattsländeart som beskrevs av Brauer 1865. Calamoceras marsupus ingår i släktet Calamoceras och familjen Calamoceratidae. Inga underarter finns listade i Catalogue of Life.